# الربيع بن أبي الحقيق
الربيع بن أبي الحُقَيْق القُرَظي الخيبري، (؟؟؟ - ؟؟؟)، فارس وشاعر يهودي جاهلي من أهل خيبر. من قبيلة بني قريظة، تُوفيّ قبل هجرة النبي محمد إلى المدينة المنورة بفترة بسيطة. كان له ثلاث أولاد من أعتى أعداء الإسلام منهم كنانة زوج أم المؤمنين صفية بنت حيي بن أخطب الثاني.

## سيرته
كان من أسياد بنو قريظة في الجاهلية وبنو قريظة من نسل النبي هارون أخ النبي موسى، ومن أشهر شعراء اليهود العرب وأجودهم. عاصر وصاحب أحد شعراء المعلقات وهو النابغة الذبياني. ترجم له العديد من المستشرقين اليهود، ومن المؤرخين العرب أبو الفرج الأصفهاني في كتابه الأغاني.
شارك في يوم بعاث، وكان له من الأولاد الكثير، منهم؛ الربيع بن الربيع، وكنانة بن الربيع، وأبو رافع سلام بن الربيع، الذين عادوا المسلمين وأذوهم، وشاركوا في خيانتهم في غزوة الخندق، وقد كان ابنه كنانة زوج الصحابية صفية بنت حيي بن أخطب التي تزوجها النبي بعد 6 شهور من مؤتة.

### معركة بُعاث
كان من قادة معركة بُعاث (آخر معركة بين الأوس والخزرج قبل الإسلام) إذ كان قائد ورئيس فرسان بنو قريظة الذين حاربوا في صف الخزرج.
وقصة يوم بُعاث أن اليهود كانوا يُساعدون الأوس في حربهم مع الخزرج فلمّا عِلم بني الخزرج بذلك هددوهم بتجميع حلفائهم عليهم ومحاربتهم فوافق اليهود على عدم مساعدة الأوس فطلب الخزرج منهم ضمان لذلك وهو أن يرسلوا لهم 40 من أولادهم حتى يقتلوهم لو ساعدوا الأوس. وفي أحد الأيام قام عمرو بن النعمان البياضي سيد الخزرج بالدخول لأراضي اليهود وأمرهم بأن يتركوها للخزرج وإلا سيذبح أولادهم الأربعين فرفضوا فقام عمرو بقتل الأولاد فتحالف اليهود مع الأوس على الخزرج وحدثت معركة بُعاث. وكان بعض اليهود حلفاءً للخزرج ومنهم الربيع فاضطروا للمشاركة مع الخزرج ضد الأوس وإخوانهم من بنو قريظة وقبائل اليهود الأُخرى.
فكان الربيع رئيساً وقائداً لبنو قريظة الذين كانوا حلفاءً للخزرج، بينما كان عمرو بن النعمان البياضي قائداً على الخزرج، انتهت المعركة بانتصار الأوس وحلفائهم من اليهود، وفر الخزرج من المعركة وقُتِل عمرو بن النعمان البياضي.

### تحديالنابغة الذبيانيله
روى أبو الفرج الأصفهاني بسنده أنّه في أحد الأيام أقبل النابغة الذبياني على ناقته مُتجهاً لسوق بني قينقاع، فرآه الربيع فنزل من أُطمه (يعني بيته المرتفع) ولحق النابغة، فدخلا السوق سوياً وكان السوق مليئاً عظيماً فضاق الطريق بناقة النابغة وحاصت وباصت، فقال النابغة الذبياني في ذلك:
ثُمّ قال النابغة للربيع: «أجز يا ربيع!»، أي: أكمل قصيدتي يا ربيع ببيت شعر قصير ولكن بليغ، وقصد النابغة أن يتحداه ويُنافسه بالشعر الارتجالي. فأنشد الربيع:
فقال النابغة الذبياني: «ما رأيتُ كاليومِ شعراً!»، ثم أكمل النابغة قصيدته:
ثم قال: «أجز يا ربيع»، فأنشد الربيع:
فأنشد النابغة:
وطلب من الربيع أن يوجِز ويُكمل، فأنشد الربيع:
فقال النابغة الذبياني له مادحاً شعره: «أنت يا ربيع أشعر الناس! »

### ذمه لقبيلتهبني قريظة
ذم قومه بني قريظة في إحدى قصائده التي قال فيها عن حماقتهم:
وهذه القصيدة كان التابعي ووالي المدينة المنورة أبان بن عثمان بن عفان دائماً ما يتمثل بها ويرددها لم فيها من حكمة.

### معاتبته للأوس والخزرج
حصلت له مشكلة مع بعض الأوس والخزرج يوماً، فقال معاتباً لهم:

## قصائده
لا يُعرف من قصائده إلا القليل عددها 15 قصيدة ما بين طويلة وقصيرة وبعضها من بيت واحد فقط. منها قصيدة في الفخر، وهيَ:
ومن ذوات البيت الواحد قوله:
وأيضًا قوله:
ومن أطول قصائده قصيدة ألا من مبلغ الأكفاء عني:
ومن قصائده:
وقوله أيضًا:
وقوله أيضًا:
ومن قصائده:
ومن ذوات البيت الواحد:
ومن قصائده القصيرة:
وأيضًا:

## وصلات خارجية
- ديوان الربيع بن أبي الحقيق على موقع أبجد